# Biclavigera
Biclavigera is een geslacht van vlinders van de familie spanners (Geometridae), uit de onderfamilie Ennominae.

## Soorten
- B. deterior Prout, 1916
- B. fontis Prout, 1938
- B. praecanaria (Herrich-Schäffer, 1855)
- B. rufivena (Warren, 1911)
- B. uloprora Prout, 1938